# ハリー・カーネイ
ハリー・ハウエル・カーネイ（Harry Howell Carney：1910年4月1日 - 1974年10月8日）はアメリカ合衆国のジャズ・ミュージシャン。主にデューク・エリントン楽団での45年間の活動で知られている。初期にはアルトサックス、クラリネット、バスクラリネットも演奏したが、後にバリトン・サックスを演奏するようになり、バリトン・サックスにおける名人芸は後進の世代に影響を与えた。

## 生涯

### デビュー前
1910年4月10日にマサチューセッツ州ボストンで生まれ、将来バンド仲間となる、4歳年上のジョニー・ホッジスと幼馴染として幼少期を過ごした。6歳でピアノ、13歳でクラリネット、14歳でアルト・サックスを学んだ。その後、ボストン市内のクラブにて、初めて演奏者として演奏した。
初期の演奏は、クラリネット奏者であるバスター・ベイリー（Buster Bailey）やシドニー・ベシェ、ドン・マレイ（Don Murray）に影響を受けた他、バリトン・サクソフォンの演奏については、コールマン・ホーキンスやエイドリアン・ロリーニに影響を受けたと後に語っている。

### デビュー後

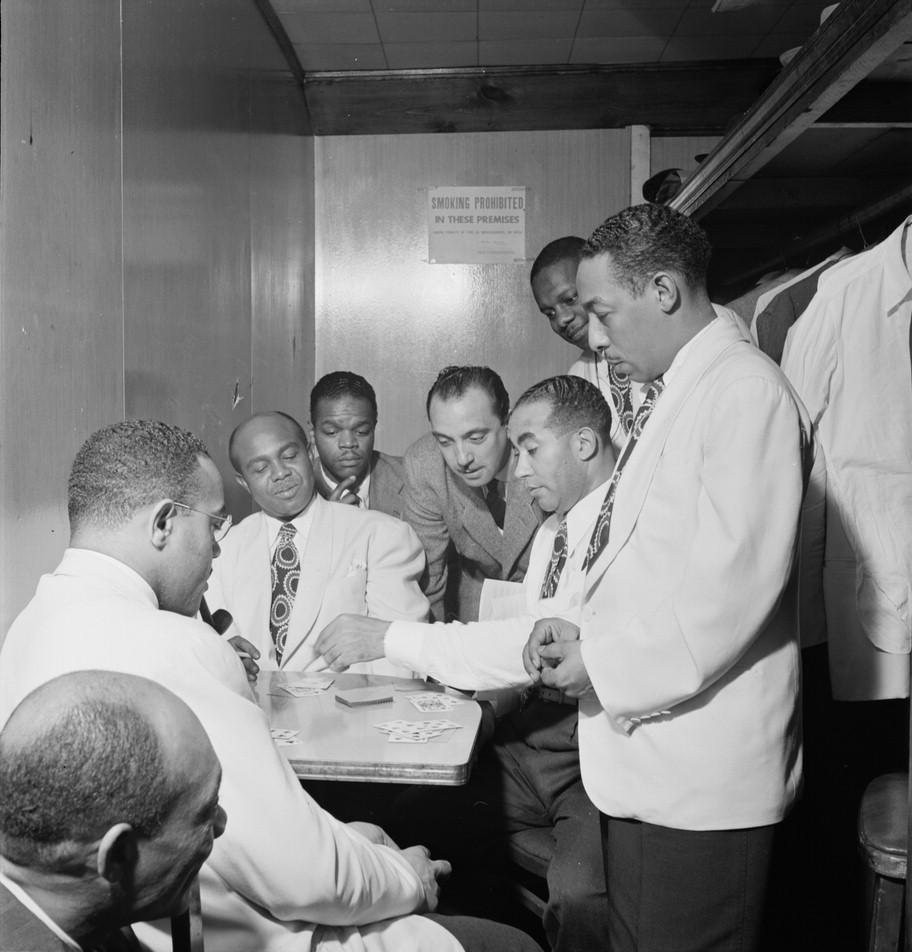
手前右のジョニー・ホッジスの右にいるのがカーネイ。その右はジャンゴ・ラインハルト（1946年NYC）

17歳でニューヨークで多くのギグをこなした後、1927年にボストンでエリントン・オーケストラへ招かれた。加入直後である同年10月に行われた最初のセッションの場で、エリントンと録音した。同年末からエリントン・オーケストラはニューヨークのコットン・クラブで活動し始めた。
オットー・ハードウィックがバリトン・サックスを担当している間、クラリネットの他にアルト、ソプラノ・サックスを担当した。初期にはクラリネットでルビー・ジャクソン(Rudy Jackson)と、アルト、ソプラノ・サックスでハードウィックと比較された。一例にはカーネイがアルト、ソプラノを、ハードウィックがバリトンを担当した『Blue Bubbles』（1927）がある。
1928年に、エリントンが新たなメンバーを加えてから、カーネイはバリトン・サクソフォンを主に演奏するようになった。このときから、バリトン・サクソフォン奏者としての地位を確立し、1940年代中盤にビバップが成立するまでは、右に並ぶ奏者はいなかった。エリントン楽団の中でも、カーネイが明確に低いピッチで演奏するバリトンの音は、その音よりも高い音色のハーモニーを奏でる際に度々採用され、それによって、バンドの音色の質感が変化した。
ハードウィックが1928年にエリントン・オーケストラを去りヨーロッパに行くと、カーネイはリード・アルトを、ホッジスはアルト、ソプラノ・サックスをメインに演奏するようになった。カーネイは『Hot Feet』では、バーニー・ビガードから借り、珍しくテナー・サックスを吹いている。1928年から1942年まではビガードが花形クラリネット奏者だったが、たまにカーネイがクラリネット・ソロを取ることもあった。『Bugle Call Rag』『Rexatious (with Rex Stewart)』『Creole Love Call』（1932）『I Don't Know What Kind of Blues I've Got』『It's Like Reaching For The Moon (with  Teddy Wilson and Billie Holiday)』などがそうである。『Saddest Tale』でアルト・クラリネットを、『Blue Light』（1938）でバスクラリネットを吹いている。  
1938年1月にカーネギー・ホールにて行われた、ベニー・グッドマン率いるバンドの演奏会に招待された。  
エリントン・オーケストラがベン・ウェブスターなど五名のソロを大々的に扱うようになると、カーネイのソロは1930年代よりは減った。1939年後半にはウェブスターが、後にはポール・ゴンザルヴェスがテナーを吹いた。1940年代初頭にカーネイはアルトをやめ、ホッジスはソプラノを放棄した。カーネイが共作した『Rockin' in Rhythm』ではクラリネットを吹き、ツアーではいつも人気曲であった。  
1932年にハードウィックが戻るとアルトサックスでの演奏の機会は減った。ただ、スチュワートとの1940年のセッションでは『Linger Awhile』『My Sunday Gal』でアルトを担当した。1943年の小品『Symphony in Swing』でもアルトを担当したが、そのあとアルトをやめてしまった。デューク・エリントンの父であるマーサー・エリントンは、自伝でこのことを「彼の音色がサックス・セクションを完全なものにしていたのに」と、残念がっている。  
キャリアの後半において、バスクラリネットやクラリネットもたまに演奏したものの、カーネイはバリトン・サックスに専念した。1940年代には『Mood Indigo』『Creole Love Call』『Sugar Hill Penthouse』『The Mooche』『Rockin' in Rhythm』などでクラリネット・ソロを取っている。その後はRussell Procopeのニューオリンズ・スタイルのクラリネットに取って代わられた。
1944年頃には、バス・クラリネットに本腰を入れ、同楽器のパイオニアの一人になった。
1957年に、カーネイはビリー・テイラーが率いるバンドに加入し、Taylor Made Jazzの演奏に参加した。
カーネイはエリントン・オーケストラに最も長く所属した。デュークが休む時には楽団の指揮を務めた。デュークとは親友だった。メンバーは通常ツアーバスで移動したが、デューク自身はカーネイの運転する車でそれぞれ移動していた。こういった車の旅はジェフ・ダイヤー『But Beautiful: A Book About Jazz|But Beautiful』（1991)（日本語訳：村上春樹訳、ジェフ・ダイヤー『バット・ビューティフル』新潮社2011年刊）でフィクションとして記録されている。
『Frustration』（1944）など多くの曲がカーネイのために書かれた。この曲は、特定のプレーヤーに合うように作曲するというデュークの姿勢が表れた典型の一つである。『Sophisticated Lady』『In a Mellow Tone』などではカーネイのガッシリした演奏をフィーチャーしている。1973年の『Third Sacred Concert』はカーネイのバリトン・サックスを中心に構成された。
1974年にデュークが死去した際、カーネイは「デュークがいなけりゃ生きる意味がない」と発言した。カーネイの最後の演奏は、アルバム『Continuum』において、マーサーの指揮下で行われる予定であった。
デュークの死去から4か月後になる1974年10月8日に、ニューヨークで亡くなった。

## 没後の影響

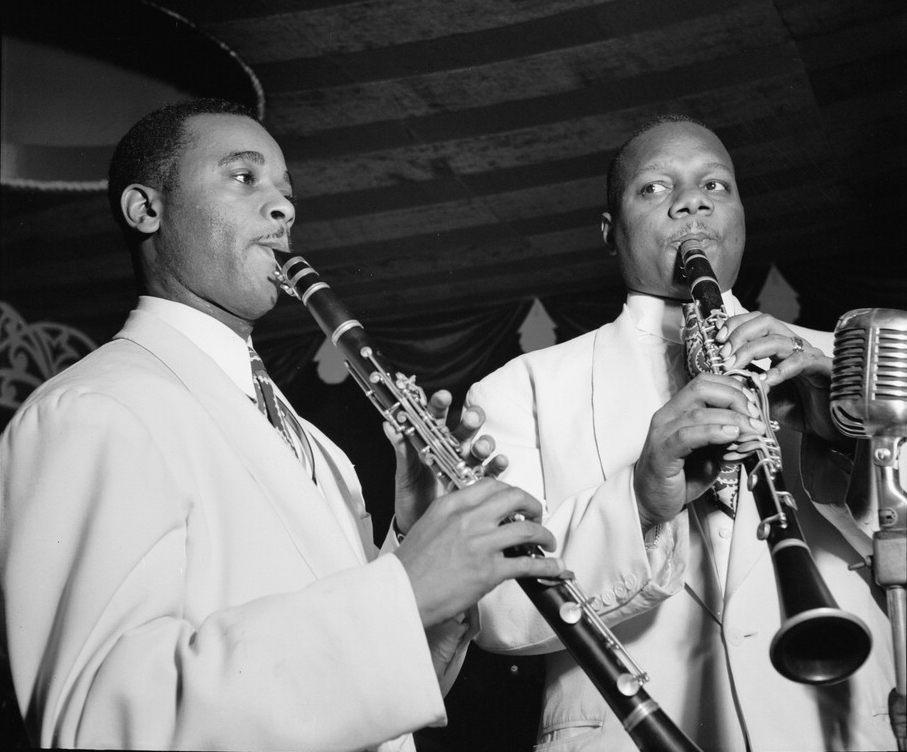
ジミー・ハミルトンとハリー・カーネイ, Aquarium NYC, c. 1946年11月に ウィリアム・ゴットリーブが撮影

カーネイの演奏は後進の数世代に影響を与えた。キャリアを通して彼はC.G. Connの楽器を使い、好みのブランドに発注していた。マウスピースはニューヨークのウッドウィンド社（Woodwind Company）のものだった。種類はSparkle-Aire' 5である。大きなマウスピースとコン・ブランドは彼の巨大で豊かなトーンの秘密の一つだった。
彼は循環呼吸の提唱者だった。ハミエット・ブルイエットは好きなバリトン演奏者としてカーネイを挙げており、その理由として、ハミエットが観に行ったカーネイのコンサートにて、観客が全員静かになっている状態で演奏しているのを見て「カーネイが時間を止める」と思ったからだと述べている。 
カーネイはリーダー作品をいくつか残しており、ライオネル・ハンプトンとも録音した。
カーネイの死去から2か月後、ベーシストであるチャールズ・ミンガスは、サイ・ジョンソンが作曲した哀歌『For Harry Carney』を演奏し、自身のアルバム『Changes Two』に収録した。

## 作品

### 指揮者として
- 『Harry Carney with Strings』(Clef（英語版）, 1954)[1]

### 演奏者として

#### ジョニー・ホッジスとの共作
- 『Used to Be Duke（英語版）』(Norgran（英語版）, 1954)
- 『Creamy（英語版）』(Norgran, 1955)
- 『Ellingtonia '56（英語版）』(Norgran, 1956)
- 『Duke's in Bed（英語版）』(Verve, 1956)
- 『The Big Sound（英語版）』(Verve, 1957)
- 『Johnny Hodges with Billy Strayhorn and the Orchestra（英語版）』(Verve, 1961)
- 『Johnny Hodges at Sportpalast, Berlin』(Pablo, 1961)
- 『Triple Play（英語版）』(RCA Victor, 1967)

#### その他
- ローズマリー・クルーニーと共作、『Blue Rose（英語版）』(Columbia, 1956)

- エラ・フィッツジェラルドと共作、『Ella Fitzgerald Sings the Duke Ellington Song Book（英語版）』(Verve, 1957)
- ベニー・グッドマンと共作、『The Famous 1938 Carnegie Hall Jazz Concert（英語版）』(Columbia, 1938)
- Jazz at the Philharmonic（英語版）と共作、『The Greatest Jazz Concert in the World（英語版）』(Pablo, 1967)

- ビリー・テイラーと共作、『Taylor Made Jazz』 (Argo（英語版）, 1959)

出典: